# Let Kunovice
Let Kunovice, je češki (v preteklosti češkoslovaški) proizvajalec letal. Let proizvaja lahka in jadralna letala, najbolj znani in proizvajani letali podjetja sta turbopropelerski Let L-410 Turbolet in jadralni LET L-13 Blaník. 
Ustanovljeno je bilo v letu 1936 kot letalski del podjetja Škoda. V 2. svetovni vojni so jo Nemci uporabljali kot popravljalnico letal, po njej pa so jo nacionalizirali in povečali. Med letoma 1957 in 1967 je nosila ime SPP (Strojírny první pětiletky - tovarna prve petletke), po tem pa so se vrnili k izvornemu imenu Let. Poleg lahkih športnih in jadralnih letal so izdelali tudi manjša potniška prevoznika Let L-410 Turbolet in Let L-610. Prvi od njiju je bil zelo uspešen ter so jih po letu 1969 izdelali preko 1.000, drugi pa ni šel v proizvodnjo. 
Podjetje je trenutno v lasti ruskega UGMK. 

## Letala
- Let L-200 Morava
- Let L-410 Turbolet
- Let L-610
- LET C-11 - licenčno proizvajani Jakovljev Jak-11

## Jadralna letala
- LET L-13 Blanik
- LET L-23
- LET L-33
- Let LF-109 Pionir
- LET TG-10